# 日向坂46 4周年紀念MEMORIAL LIVE ～第四次日向誕祭～ in 橫濱球場
《日向坂46 4周年紀念MEMORIAL LIVE ～第四次日向誕祭～ in 橫濱球場》（日语：／ Hinatazaka46 4th Anniversary Memorial Live in Yokohama Stadium */?）是日本女子偶像組合日向坂46在2023年4月1日和4月2日於日本神奈川縣橫濱市中區橫濱公園橫濱球場舉行的公演，於2023年9月13日以DVD和Blu-ray的形式發售，為日向坂46第2部現場影像作品。

## 背景與發行
2022年12月18日，日向坂46在東京都有明體育館舉行的聖誕公演「日向聖誕2022」中宣佈在2023年4月1日和4月2日於橫濱球場舉行公演。2023年2月3日，基於2019冠狀病毒病疫情基本處理方針有變，日向坂46宣佈觀看此公演時在配戴口罩的情況下可以發聲，也無須在會場測量體溫。3月29日，成員山下葉留花宣佈由於膝傷而缺席。3月30日，已宣佈畢業的成員影山優佳宣佈由於耳病而缺席。
此公演是日向坂46首次在戶外體育場舉行的公演，也是日向坂46首次容許在觀看時發聲的周年公演，在此條件下也是成員高橋未來虹、森本茉莉和山口陽世的首場公演。4月2日，原本宣佈缺席的成員影山優佳和山下葉留花均有上台，前者僅參與演唱《One choice》，這也是日向坂46首次公開演唱此曲，後者則由於膝傷而僅上台發言。此外，也舉行開球儀式，由成員山口陽世擔任投手，捕手則是橫濱DeNA海灣之星的前主教練亞力克斯·拉米瑞茲。7月25日，日向坂46宣佈推出公演的DVD和Blu-ray。

## 榜單成績
在Oricon公信榜，公演DVD和Blu-ray分別售出約3,000張和17,000張，以20,000張的銷量取得音樂DVD和Blu-ray合算週榜第1名，為日向坂46第2部取得此榜首位的作品。

## 外部連結
- . 日向坂46.   [2024-11-16] （日语）.
- YouTube上的（日語）
- YouTube上的（日語）
- YouTube上的（日語）
- YouTube上的（日語）